# Çallı (ort i Azerbajdzjan)
Çallı (ryska: Чаллы) är en ort i Azerbajdzjan.   Den ligger i distriktet Zərdab Rayonu, i den centrala delen av landet, 190 km väster om huvudstaden Baku. Antalet invånare är 2 265.
Terrängen runt Çallı är mycket platt. Närmaste större samhälle är Zardob, 10,7 km söder om Çallı.
Trakten runt Çallı består till största delen av jordbruksmark. Runt Çallı är det ganska tätbefolkat, med 56 invånare per kvadratkilometer.